# 테레세 셰그란
케르스틴 잉리드 테레세 셰그란(스웨덴어: Kerstin Ingrid Therese Sjögran, 1977년 4월 8일 ~ )은 스웨덴의 전직 여자 축구 선수이다. 선수 시절 포지션은 미드필더였다.

## 클럽 경력
어린 시절에 소년들과 함께 할뢰사 IF에서 축구를 즐겼으며 12세 시절에 베베뢰드 AIF로 자리를 옮겼다. 14세 시절부터 디비시온 3 소속 클럽이던 베베뢰드 AIF 성인 팀에서 활약했고 1997년에 디비시온 1 소속 클럽이던 크리스티안스타드 DFF로 이적했다.
2001년부터 2010년까지 다말스벤스칸 소속 클럽이던 말뫼 FF 담(현재의 FC 로셍오르드)에서 활약하면서 팀의 다말스벤스칸 5회 우승에 공헌했다. 2011년에는 미국의 여자 축구 클럽인 스카이 블루 FC에서 활약했고 미국 여자 프로 축구 시즌이 끝난 이후에 다말스벤스칸으로 복귀했다. 2011년부터 2015년까지 말뫼 FF 담에서 활약했다.

## 국가대표 경력
1997년 10월 30일에 열린 미국과의 친선 경기에서 처음 출전했다. 스웨덴은 이 경기에서 미국에서 3-1 승리를 기록했다. 2000년 시드니 하계 올림픽, UEFA 여자 유로 2001, 2003년 FIFA 여자 월드컵, 2004년 아테네 하계 올림픽, UEFA 여자 유로 2005, 2008년 베이징 하계 올림픽, UEFA 여자 유로 2009, UEFA 여자 유로 2013, 2015년 FIFA 여자 월드컵에서 스웨덴 여자 축구 국가대표팀의 일원으로 참가했다.
스웨덴이 준우승을 차지했던 UEFA 여자 유로 2001, 2003년 FIFA 여자 월드컵에서는 교체 선수로 활약했고 스웨덴이 3위를 차지했던 2011년 FIFA 여자 월드컵에서는 동료 선수들의 득점을 도와줄 정도로 주전 선수로 활약했다. 2012년 런던 하계 올림픽은 부상으로 인해 불참했다. 2007년, 2010년에는 스웨덴 올해의 여자 축구 선수에게 수여하는 디아만트볼렌을 수상했다.

## 수상

### 클럽
베베뢰드 AIF
- 디비시온 3 1회 우승 (1994)

크리스티안스타드 DFF
- 디비시온 1 1회 우승 (1997)

말뫼 FF 담 (현재의 FC 로셍오르드)
- 다말스벤스칸 5회 우승 (2010, 2011, 2013, 2014, 2015)
- 여자 스벤스카 수페르쿠펜 3회 우승 (2011, 2012, 2015)

### 국가대표
- UEFA 여자 유로 2001 준우승
- 2003년 FIFA 여자 월드컵 준우승
- 2004년 아테네 하계 올림픽 여자 축구 4위
- UEFA 여자 유로 2005 준결승
- 2011년 FIFA 여자 월드컵 3위
- UEFA 여자 유로 2013 준결승

### 개인
- 디아만트볼렌(Diamantbollen, 스웨덴 올해의 여자 축구 선수) 2회 수상 (2007년, 2010년)
- 스웨덴 올해의 여자 축구 미드필더 2회 선정 (2007년, 2008년)